# Quem Ousa Vence

Insígnia do Serviço Aéreo Especial (SAS) com o lema "Who Dares Wins", significando "Quem Ousa Vence".

Quem Ousa Vence (em inglês:  Who Dares Wins) é o lema de uma série de forças especiais ao redor do mundo. O lema é comum a outras línguas: Em latin: Qui audet adipiscitur; em francês: Qui ose gagne; em alemão: Wer wagt, gewinnt; em polaco; Kto ryzykuje, wygrywa; em hebraico: המעז מנצח. O lema tornou-se popular no mundo anglófono pela sua adoção pelo Serviço Aéreo Especial britânico na Segunda Guerra Mundial. Como lema do SAS, é normalmente creditado ao seu fundador, Sir David Stirling. Entre os próprios SAS, às vezes é corrompido com humor para "Quem se importa [quem] vence?".

## Nações e Unidades
|    | Nação          | Unidade                                                 | Notas                                                |
| -- | -------------- | ------------------------------------------------------- | ---------------------------------------------------- |
| 1  | United Kingdom | Serviço Aéreo Especial                                  | Primeiro a utilizar o lema                           |
| 2  | Rodésia        | Esquadrão C - Serviço Aéreo Especial                    | Dissolvido em 1980                                   |
| 3  | Greece         | 13º Comando de Operações Especiais                      | Ο τολμών νικά (pronuncia-se O tolmón niká)           |
| 4  | Australia      | Regimento do Serviço Aéreo Especial                     | SASR                                                 |
| 5  | Nova Zelândia  | 1º Regimento do Serviço Aéreo Especial da Nova Zelândia | NZSAS                                                |
| 6  | France         | 1º Regimento Paraquedista de Infantaria da Marinha      | Qui ose gagne                                        |
| 7  | Chipre         | Comando de Forças Especiais                             | Ο τολμών νικά (pronuncia-se O tolmón niká)           |
| 8  | Israel         | Sayeret Matkal                                          | המעז מנצח, HaMe'ez Menatzeakh                        |
| 9  | Belgium        | 1º Batalhão Paraquedista                                | Qui ose gagne                                        |
| 10 | Letônia        | Unidade de Tarefas Especiais da Letônia                 | Drošais Uzvar!                                       |
| 11 | Omã            | Força Especial do Sultão                                | من يتجرأ ينتصر!                                      |
| 12 | Sérvia         | Unidade Especial Antiterrorista                         | Ко сме, тај може, ко не зна за страх, тај иде напред |